# کیتی آندرتون
کیتی آندرتون (انگلیسی: Katie Anderton؛ زادهٔ ۱۶ سپتامبر ۱۹۸۳) بازیکن فوتبال اهل بریتانیا است.